# 水原みなみ
水原 みなみ（みずはら みなみ、1983年7月19日 - ）は、日本のAV女優。

## 略歴
2004年に『Juliet 水原みなみ』で宇宙企画（メディアステーション）専属女優としてAVデビュー。
2005年に『セル初×ギリモザ まんぐりギリギリモザイク』でエスワンに移籍しセルデビュー。その後MOODYZ専属女優になる。

## 作品

### アダルトビデオ
2004年
- Juliet（7月9日、宇宙企画）
- あなたとしたいの（9月17日、宇宙企画）
- 宇宙企画 THE BEST EPISODE 2004（11月12日、宇宙企画）※総集編

2005年
- MINAMix（1月14日、宇宙企画）
- 恋のゲットバトル!!（1月28日、笠倉出版社）
- 3Pしましょっ!?（3月25日、笠倉出版社）
- セル初×ギリモザ まんぐりギリギリモザイク（5月7日、エスワン）
- ギリギリモザイク 超ドアップおまんこスペシャル（6月19日、エスワン）
- ギリギリモザイク Wザーメン（7月19日、エスワン）共演:椎名ゆめ
- 拷問くらぶ 放尿悶絶編（9月1日、MOODYZ）
- 宇宙企画COMBO!4時間 僕のいいなりメイド編（9月16日、宇宙企画）※総集編
- 無限中出し（10月1日、MOODYZ）
- 背徳放尿婦人～昼下りのおもらし、義父は見ていた～（11月1日、MOODYZ）
- S1ガールズコレクション S級女優のじっくり極上セックス（11月19日、エスワン）※総集編

2006年
- 宇宙企画COMBO!4時間 ソープ＆逆ソープ編（2月10日、宇宙企画）※総集編
- Ecstasy4 ～乱交 heaven～（2月13日、MOODYZ）共演:あおりんご、王川ゆい、中島京子
- 痴女姉妹（4月1日、MOODYZ）共演:さくらみいな
- SEX＆SEX02（5月1日、MOODYZ）
- ハイパーデジタルモザイク生中出し（5月1日、MOODYZ）
- 妄想カルテ 水原みなみ（5月4日、アロマ企画）
- 美人若妻10人 3時間（7月1日、MOODYZ）※総集編
- 放尿・おもらし3時間（8月1日、MOODYZ）※総集編
- MAX HOLE 超リアル人工膣型 水原みなみ 2（11月19日、デジMAX）
- ソープの女神さまスーパーベスト4時間（12月19日、宇宙企画）※総集編

2007年
- 無限中出し4時間（4月13日、MOODYZ）※総集編
- DILDO FUCK ディルドにまたがる女優たち（6月25日、アロマ企画）他出演:飯沢もも、楓アイル、金城アンナ、菅野亜梨沙、松野ゆい、三津なつみ、持田茜、紋舞らん※総集編
- 中出し4時間（8月13日、MOODYZ）※総集編
- 団地妻 旦那に秘密で悶える美肉妻たち3時間（10月12日、ビッグモーカル）他出演:風間ゆみ、佐伯奈々、葉月麗、華咲りょう 、南原香織※総集編
- a.m.p. BEST #3（10月13日、アロマ企画）※総集編

### 成人映画
- 東京素人娘 5人のプライベートファイル（2007年7月6日、竹書房）…他出演: 芹沢夕穂、南つかさ、南原香織、平沢里菜子